# Mieke Baltus
A.E.H. (Mieke) Baltus (Heemskerk, 21 januari 1968) is een Nederlands politicologe, politica en bestuurster. Ze is lid van het CDA. Sinds 24 juni 2021 is ze burgemeester van Lelystad.

## Biografie

### Maatschappelijke en politieke carrière
Baltus studeerde politicologie aan de Universiteit van Amsterdam. Ze was onder meer beleidsmedewerker bij de Tweede Kamerfractie van het CDA. Van 1998 tot 2002 was Baltus gemeenteraadslid van Heemskerk. Van 2002 tot 2007 was ze er wethouder van financiën, economische zaken, grondzaken, sociale zaken en werkgelegenheid.

### Burgemeester
Van 1 maart 2007 tot 4 juli 2013 was Baltus burgemeester van Uitgeest en van 4 juli 2013 tot 24 juni 2021 vervulde zij dit ambt in Heemskerk. Op 24 juni 2021 werd Baltus burgemeester van Lelystad.
Op 18 januari 2023 werd bekendgemaakt dat Baltus haar werkzaamheden als burgemeester van Lelystad voorlopig neerlegt wegens ziekte. Bij haar was onlangs kanker geconstateerd. Haar taken werden sindsdien waargenomen door locoburgemeester Dennis Grimbergen. Met ingang van 6 februari dat jaar werd Ineke Bakker benoemd tot waarnemend burgemeester van Lelystad. Zij was voldoende hersteld om op 5 februari 2024 haar werkzaamheden te hervatten.

### Persoonlijk
Baltus is opgegroeid in Heemskerkerduin waar haar ouders een tuindersbedrijf hadden. Ze is alleenstaand en heeft twee zoons.